# Raquel la poetisa
Raquel la poetisa (en hebreo:  רחל המשוררת) es el apodo de la poetisa israelí Raquel Bluwstein Sela (Sarátov, 8 de septiembrejul./ 20 de septiembre de 1890greg.-Tel Aviv, 16 de abril de 1931) emigrada a Palestina en 1909. 

## Biografía
Undécima hija de Isser-Leib (1841?–1923) Bluwstein y de su esposa Sofía (nacida Mandelshtam), su padre era comerciante de diamantes y sirvió 25 años en el ejército ruso del zar Nicolás I. Su madre era su segunda esposa, con la anterior había tenido cuatro hijos, y Sofía provenía de una familia de intelectuales y era políglota, su padre había sido rabino en Riga antes de serlo en Kiev y su hermano Max Mandelshtam, dirigió un hospital en esta ciudad y fue el presidente del congreso sionista de Basilea en 1901. 
Durante la infancia de Raquel, su familia se instaló en Poltava, Ucrania donde asistió a la escuela judía rusófona. A los 15 años, empezó a escribir poesía y con 17 se instaló en Kiev para hacer cursillos de pintura.
Con 19 años, Raquel visitó la tierra de Israel con una de sus hermanas, Shoshana (1889–1965), cuando iban de camino a Italia con la intención de estudiar filosofía y arte. Decidieron quedarse en Palestina como pioneras sionistas y aprendieron hebreo escuchando a los niños de las guarderías. Se instalaron en Rehovot y trabajaron en las huertas. Más tarde, Raquel se mudó a Kvutzat Kinneret a las orillas del mar de Galilea donde estudió y trabajó en una granja agrícola femenina. En Kinneret conoció al ideólogo sionista, Aharon David Gordon, quien influyó mucho en ella y a quien dedicó su primer poema en hebreo. Además conoció al que sería su amado e inspirador de muchas de sus poesías, Zalman Rubashov, quien más tarde sería el tercer presidente de Israel Zalman Shazar.
En 1913, aconsejada por Gordon, fue a Toulouse para aprender agronomía y diseño. Al estallar la Primera Guerra Mundial, incapaz de regresar a Palestina, regresó a Rusia donde fue maestra de niños judíos refugiados. En Rusia, conoció la pobreza y el trabajo duro y una enfermedad pulmonar suya se agravó al contagiarse de tuberculosis. En tales situaciones, solo quería volver a Palestina, y pudo hacerlo en 1919 al acabarse la guerra. 
Durante un tiempo trabajó en el pequeño kibutz Degania, pero por el agravamiento de su enfermedad y el peligro de que contagiara a la gente, tuvo que abandonarlo, instalándose primero en el 64 de la Calle de los Profetas de Jerusalén en 1925 (donde vivió el pintor William Holman Hunt y más tarde en Tel Aviv donde falleció. Está enterrada en el cementerio de Kinneret.

## Poesía
Raquel comenzó a escribir en ruso, pero la mayor parte de sus poemas está en hebreo y casi todos están datados en los últimos seis años de vida y sobre todo están escritos en pequeñas notas que enviaba a sus amigos. Su obra es conocida por su estilo lírico, su brevedad y su simplicidad lingüística y estaba influenciada por el imaginismo, las historias bíblicas (se identificaba con personajes bíblicos como su tocaya Raquel) y el acteísmo ruso. 
Fue la primera mujer judía poetisa en el estado de Israel, forma parte del programa escolar obligatorio, su obra se ha traducido a varios idiomas y se editó un sello con su imagen en 1991, con el valor de 1,30 shekels.

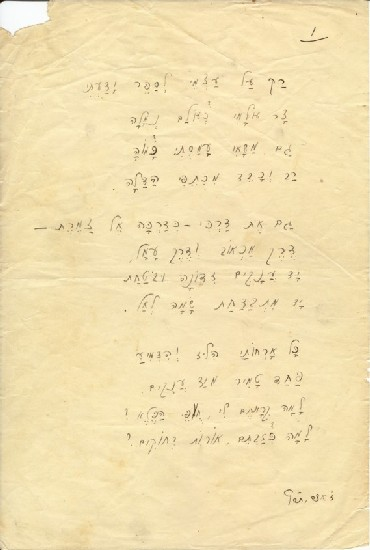
Poema de Raquel